# Here comes my love
《here comes my love》是日本樂團Mr.Children的第7首音樂下載限定單曲，於2018年1月19日透過TOY'S FACTORY以線上下載形式發行。

## 簡介
自〈放逐〉約3年8個月以來的新下載限定單曲。專輯《REFLECTION》發行後，樂隊於2017年末開始進入長期的製作，歌曲為櫻井和壽於期間所寫下多首樣本歌曲中的第1首發行作品。
歌曲被使用為富士電視台週四劇場連續劇《鄰家月更圓》（隣の家族は青く見える）的主題曲，對此櫻井表示「為了能夠推動故事的角色以及對故事產生共鳴的大眾，在製作歌曲時傾盡了心思。」
歌曲片段於劇集首集作初次公開，並於劇集播映約兩小時後的翌日零時以線上下載形式發行。

## 商業成績
發行首週僅以計算3天72,437首的下載量登上Oricon單曲下載榜冠軍，並同時登上Billboard JAPAN的歌曲下載榜冠軍。歌曲亦登上iTunes、RecoChoku、mora等多個下載網站週榜冠軍。
次週再以35,884首下載量蟬聯Oricon單曲下載榜冠軍位置，累積下載量突破10萬。歌曲同時僅憑兩週的成績首次獲得RecoChoku網站下載月榜冠軍。

## 音樂錄影帶
歌曲的音樂短篇電影於2018年2月9日在YouTube公開，時長達10分鐘。電影的由導演林響太朗負責拍攝，編劇則為唐津宏治，並獲堀田真三、貞光奏風、坂井悠莉、吉原拓弥、小林涼子等演員出演。
電影的劇本同時在歌曲特設網站上公開，劇情講述關於一名男子回憶的故事。

## 來源
1. ↑  . rockin'on.com (rockin’on holdings inc.). 2018-01-18  [2018-01-19]. （原始内容存档于2018-01-19）.
2. 1 2  . Anapnet (Anap Holik). 2018-01-19  [2018-02-09]. （原始内容存档于2019-02-16）.
3. ↑  . rockin'on.com (rockin’on holdings inc.). 2018-01-23  [2018-02-09]. （原始内容存档于2019-02-16）.
4. ↑  . Billboard JAPAN. 2018-01-29  [2018-02-09]. （原始内容存档于2019-02-16）.
5. ↑  . Musicman-net. 2018-01-23  [2018-02-09]. （原始内容存档于2019-02-16）.
6. 1 2  . PR Times. 2018-02-05  [2018-02-09].
7. ↑  . Oricon. 2018-02-01  [2018-02-10]. （原始内容存档于2019-02-16）.
8. 1 2  . Cinra. 2018-02-09  [2018-02-10]. （原始内容存档于2019-02-16）.

## 外部連結
- Mr.Children 「here comes my love」Music Short Film（页面存档备份，存于） - YouTube
- Mr.Children、here comes my love（页面存档备份，存于） - 歌曲特設網站